# Sukrauli
Sukrauli (en népalais : सुक्रौली) est un comité de développement villageois du Népal situé dans le district de Nawalparasi. Au recensement de 2011, il comptait 5 502 habitants.